# نو ققنوس
نو ققنوس یک ستاره است که در صورت فلکی سیمرغ قرار دارد. این ستاره شبیه به خورشید بودههرچند که از ان سنگین تر و درخشان تر می‌باشد که در فاصلهٔ ۴۹ سال نوری از زمین قرار دارد بر اساس مشاهدات تابش بیش از حد پرتو مادون قرمز از این ستاره، ممکن است یک حلقه گرد و غبار که گستردگی آن به بیرون چند AU از لبه داخلی با شروع از 10 AU دارا هستند برسد.